# Universidad Andina Simón Bolívar

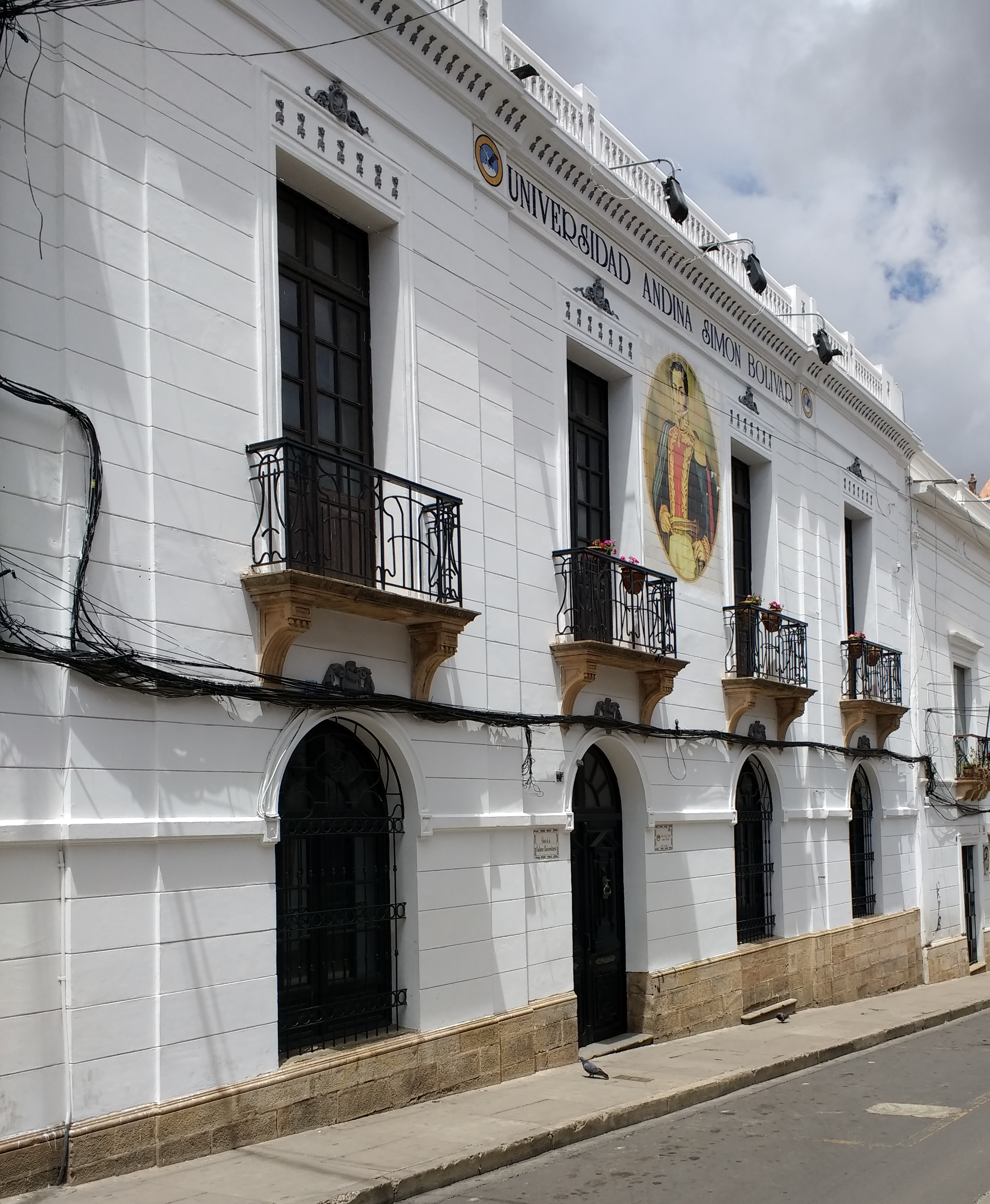
Universidad Andina Simón Bolívar

Die Universidad Andina Simón Bolívar (UASB; deutsch „Anden-Universität Simón Bolívar“) ist eine auf postgraduelle Studiengänge spezialisierte Universität mit Hauptsitz in Sucre, Bolivien (seit 1985), Nationalsitzen in Quito, Ecuador (seit 1992) und Caracas, Venezuela (seit 2005) und Regionalbüros in Bogotá, Kolumbien und La Paz, Bolivien. 
Sie wurde 1985 durch das Andenparlament gegründet und wird teilweise von der Andengemeinschaft finanziert. Daher ist sie insbesondere der Zusammenarbeit der Andenländer verpflichtet, was sich neben den Schwerpunkten daran zeigt, dass Studenten aus diesen Ländern die Hälfte der Studiengebühren erlassen bekommen. 
Der Präsident der UASB ist Ernesto Albán, der Rektor des Hauptsitzes in Sucre Julio Garrett. Der Rektor des Nationalsitzes in Ecuador ist Enrique Ayala.
Die UASB bietet neben einigen offenen Kursen postgraduelle Studiengänge wie Spezialisationen, Diplomados, Maestrías und Promotionsstudiengänge insbesondere in wirtschafts-, sozial- und rechtswissenschaftlichen Fachbereichen an.
Die primären Ziele der Einrichtung sind: 
- Förderung der Anden-Integration aus der wissenschaftlichen, akademischen und kulturellen Perspektive
- Beitrag zur wissenschaftlichen, technischen und professionellen Ausbildung in den Anden-Ländern
- Förderung und Verbreitung der kulturellen Werte und der Ideale und Traditionen der Anden-Völker
- Erbringung von Dienstleistungen für Universitäten, Institutionen, Regierungen, Industrie und Wirtschaft der Anden-Gemeinschaft durch wissenschaftlichen, technologischen und kulturellen Transfer